# Salma Paralluelo
Salma Celeste Paralluelo Ayingono, née le 13 novembre 2003 à Saragosse (Espagne), est une footballeuse internationale espagnole. Elle a par ailleurs remporté deux médailles d'or en athlétisme au Festival olympique de la jeunesse européenne 2019. Elle évolue depuis la saison 2022-2023 au poste d'ailière gauche au FC Barcelone, ainsi qu'au sein de l'équipe d'Espagne féminine de football.
Elle est la première joueuse de l'histoire à avoir remporté les 3 Coupe du Monde : moins de 17 ans en 2018, moins de 20 ans en 2022 et Coupe du monde féminine de football en 2023.

## Biographie

### Famille et fratrie
Salma Paralluelo naît à Saragosse d'un père espagnol, Jaime Paralluelo, et d'une mère équato-guinéenne, Diosdada Ayingono. Sa mère a déménagé en Espagne en l'an 2000 avec un fils nommé Florencio issu d'une relation antérieure parce qu'il avait une déficience visuelle congénitale et que la famille espérait un meilleur traitement médical et de meilleures conditions de vie en Europe.
En décembre 2012, ce demi-frère Florencio Ayingono Eworo, étudiant âgé de 20 ans, disparaît. Son corps est retrouvé en janvier 2013, sans traces de violences.
Elle a deux autres frères, José Jaime et Lorenzo, tous deux footballeurs.

### Carrière dans l'athlétisme
Paralluelo commence par s'impliquer dans l'athlétisme après qu'elle a remporté une course dans un parc dans sa ville natale de Saragosse à l'âge de 6 ans,. Elle débute au Club Atletismo San José et s'essaye à plusieurs disciplines sportives au cours des années suivantes tout en continuant à participer à des courses sur route et de cross-country. Elle remporte la course sur route Jean Bouin à Barcelone de 2012 à 2016 dans sa tranche d'âge.
En juin 2016, Paralluelo participe pour la première fois aux championnats d'Espagne dans sa tranche d'âge (U14) et remporte trois disciplines (80 mètres haies / lancer du poids / 80 mètres). En 2017, elle remporte le 60 mètres haies aux championnats espagnols en salle U16 et termine sixième au 100 mètres haies aux championnats nationaux en plein air U16 cet été.
Elle rejoint ensuite le club Alcampo Scorpio 71, le plus grand club d'athlétisme de Saragosse, pour la nouvelle saison et y est entraînée par Félix Laguna. En 2018, Paralluelo remporte le 300 mètres aux Championnats d'Espagne en salle U16 en 39,46 s et termine deuxième au triple saut (12,06 mètres) le même jour. Aux championnats en plein air de son groupe d'âge en juillet, elle bat le record espagnol de tous les temps dans la discipline non olympique du 300 mètres haies avec un temps gagnant de 42,56 s.
Au cours de la saison en salle de 2019, Paralluelo s'est concentrée sur la distance de 400 mètres et a pu s'améliorer de course en course avec 57,05 s début janvier, de sorte que lors de sa quatrième course de la saison aux Championnats d'Espagne en salle organisés à Antequera, elle a d'abord établi le record d'Espagne U18 en demi-finale (54,10 s) et a finalement terminé la finale le 17 février avec 53,83 s à la troisième place puis le record d'Espagne U20,. Ce faisant, elle a également sapé la norme internationale des Championnats d'Europe en salle 2019 à Glasgow (53,90 s), où elle a été éliminée en dernier de sa série début mars en 55,30 s. À l'âge de 15 ans et 108 jours, elle était la deuxième plus jeune participante à un total de 35 championnats d'Europe en salle, derrière la marcheuse norvégienne Kjersti Tysse (1987 ; 15 ans et 34 jours).
En juillet 2022, après avoir signé un contrat avec le FC Barcelone, Salma Paralluelo annonce qu'elle souhaitait se concentrer uniquement sur le football à l'avenir mettant ainsi fin à sa carrière dans l'athlétisme.

### Carrière dans le football

#### Entre football et athlétisme
Salma Paralluelo commence le football en plus de l'athlétisme à 7 ans. Elle pratique ensuite le football au Saragosse CFF et l'athlétisme au Club San José de Saragosse, puis au Scorpio-71, et enfin à Playas de Castellón. À 15 ans, elle joue en équipe senior avec Saragosse en D2 espagnole, puis devient la plus jeune athlète de l'histoire à participer aux championnats d'Europe d'athlétisme senior.
En 2018, elle remporte les championnats d'Espagne cadets en 300m haies et en relais. Elle perd cependant la médaille d'or en saut en longueur à cause de la longueur de ses cheveux.
En 2019, à 15 ans, elle bat le record d'Espagne des moins de 18 ans sur 400 m avec un temps de 57 s 43, s'offrant la meilleure performance mondiale de l'année dans la catégorie. Côté football, elle quitte le Saragosse CFF pour rejoindre le Villarreal CF en deuxième division espagnole et marque cinq buts en douze matches cette saison. L'année suivante, Paralluelo s'améliore considérablement et devient la meilleure buteuse de son équipe avec 15 buts en 17 matchs, menant Villarreal à obtenir une promotion en Primera División. Cependant, elle s'est déchirée un ligament croisé au genou gauche lors d'un match contre le Grenade FC en avril 2021 et a été absente pendant plusieurs mois. Ce n'est que le 26 janvier 2022 que Paralluelo a pu rejouer un match de compétition lors d'un match de coupe contre DUX Logroño. Salma Paralluelo a fait ses débuts en première division le 20 mars 2022 et a disputé huit matches de championnat avec trois buts à la fin de la saison.
Elle inscrit notamment un magnifique but face au FC Barcelone en avril 2022, but qui sera nommé pour le prix Puskas 2022 de la FIFA.

#### Au FC Barcelone
À l'intersaison 2022, elle quitte Villarreal CF pour rejoindre le FC Barcelone, transférée pour 150 000 euros, alors qu'elle était également pistée par le Real Madrid. Elle décide également d'arrêter l'athlétisme pour se concentrer sur le football.

### Carrière en sélection
Salma Paralluelo remporte l'Euro puis la coupe du monde des moins de 17 ans avec l'Espagne en 2018.
En 2022, avec les moins de 20 ans espagnoles, elle offre à sa sélection son premier sacre mondial dans la catégorie en marquant notamment un doublé en finale face au Japon.
Initialement sélectionnée avec l'équipe senior pour l'Euro 2022, elle doit finalement y renoncer à cause d'une blessure. En avril 2023, elle inscrit un doublé en match amical face à la Norvège.

#### Championne du monde en 2023
En juin 2023, Salma Paralluelo est appelée dans la liste finale de 23 joueuses de l'entraîneur Jorge Vilda pour la Coupe du monde féminine 2023, disputée en août 2023 en Australie et en Nouvelle-Zélande.
Lors du match de quart de finale contre les Pays-Bas, elle marque le but de qualification à la 111e minute et est élue joueuse du match. En demi-finale contre la Suède, elle ouvre le score à la 81e minute, et est de nouveau nommée joueuse du match.
À l'issue de la victoire espagnole en finale face à l'Angleterre, elle remporte le trophée de « meilleure jeune joueuse » du tournoi.
Sa performance au cours de cette coupe du monde, couplée à sa saison incroyable au FC Barcelone, lui permet d'être classée 3e pour le Ballon d'Or 2023 derrière Aitana Bonmati et Sam Kerr.

## Palmarès

### En club
FC Barcelone
- Championnat d'Espagne (2) : 2023, 2024
- Coupe d'Espagne (1) : 2024
- Supercoupe d'Espagne (1) : 2023, 2024
- Ligue des champions (2) : 2023, 2024

### En sélection
Espagne -17 ans
- Coupe du monde (1) : 2018
- Euro (1) : 2018

 Espagne -20 ans
- Coupe du monde (1) : 2022

 Espagne
- Coupe du monde (1) : 2023

### En athlétisme
- Festival olympique de la jeunesse européenne 2019 :
  -  Médaille d'or en 400 m haies et en relais
- Championnats d'Espagne d'athlétisme indoor 2019 :
  -  Médaille de bronze en 400 m

## Statistiques
| Saison                | Club                  | Championnat           | Championnat | Championnat | Coupe(s) nationale(s) | Coupe(s) nationale(s) | Supercoupe | Supercoupe | Compétition(s) continentale(s) | Compétition(s) continentale(s) | Compétition(s) continentale(s) | Total | Total |
| Saison                | Club                  | Division              | M           | B           | M                     | B                     | M          | B          | Comp                           | M                              | B                              | M     | B     |
| --------------------- | --------------------- | --------------------- | ----------- | ----------- | --------------------- | --------------------- | ---------- | ---------- | ------------------------------ | ------------------------------ | ------------------------------ | ----- | ----- |
| 2021-2022             | FC Villarreal         | D1                    | 8           | 3           | 1                     | 0                     | ---        | ---        | ---                            | ---                            | ---                            | 9     | 3     |
| Sous-total            | Sous-total            | Sous-total            | 8           | 3           | 1                     | 0                     | ---        | ---        | -                              | -                              | -                              | 9     | 3     |
| 2022-2023             | FC Barcelone          | D1                    | 18          | 11          | 1                     | 2                     | 2          | 1          | WCL                            | 9                              | 1                              | 30    | 15    |
| 2023-2024             | FC Barcelone          | D1                    | 10          | 7           | 1                     | 2                     | 2          | 4          | WCL                            | 6                              | 5                              | 19    | 18    |
| Sous-total            | Sous-total            | Sous-total            | 28          | 18          | 2                     | 4                     | 4          | 5          | -                              | 15                             | 6                              | 49    | 33    |
| Total sur la carrière | Total sur la carrière | Total sur la carrière | 36          | 21          | 3                     | 4                     | 4          | 5          | -                              | 15                             | 6                              | 58    | 36    |

*Les buts comptabilisés dans ce tableau pour son passage au FC Villarreal sont ceux marqués lorsque le club est monté en première division.